# ウィリアム・スタイグ
ウィリアム・スタイグ（William Steig、1907年11月14日 - 2003年10月3日）はアメリカ合衆国の漫画家、イラストレーター、彫刻家。後半生は児童文学作家として活躍し、『ロバのシルベスターとまほうのこいし』、『アベルの島』、『歯いしゃのチュー先生』、CGアニメーション映画『シュレック』の原作となった『みにくいシュレック』などの作品を残した。

## 生涯

### 生い立ち
ニューヨーク州ニューヨーク市ブルックリン区に4人兄弟の三男として生まれ、幼少時はブロンクス区で過ごす。両親はオーストリアから移住したポーランド系ユダヤ人で社会主義者だった。父ジョセフは家屋塗装工、母ローラは裁縫師で、息子たちに芸術を奨励した。そのためスタイグは早くから絵を描くことと文学作品に興味を持ち、特に『ピノッキオの冒険』に影響を受けた。長兄アーウィンはジャーナリスト兼画家、次兄ヘンリーは作家兼サクソフォーン奏者兼画家、弟アーサーは作家兼詩人となった。スタイグによればアーサーは幼時から『ネイション』誌を読み、テレパシー的で「ピカソやマティスと同じくらい絵がうまかった」という。
高校時代も学内新聞に漫画（カートゥーン）を描いた。15歳で高校を卒業後、ニューヨーク市立大学シティカレッジに2年間、ナショナル・アカデミー・オブ・デザインに3年間、イェール大学の美術学部にもわずか5日間学んだ。大学時代は全米水球チームの選手となるなど運動能力も発揮したが、いずれの大学も卒業していない。

### 経歴
スタイグ自身はプロスポーツ選手か船乗りを志望していた。しかし父が世界恐慌で失業し、当時兄二人は結婚して自立しており弟もまだ幼かったため、スタイグが一家の稼ぎ手とならざるを得なくなった。フリーのアーティストとして漫画を描き始め、1930年から『ザ・ニューヨーカー』誌、『ヴァニティ・フェア』誌、『コリアーズ』誌などに漫画を掲載。117もの表紙イラストを含む1600以上の漫画を発表し、『ニューズウィーク』誌に「漫画王」（King of Cartoons）と賞された。1940年代は木彫も手がけ、1949年夏にフィラデルフィア美術館で開催された彫刻展「3rd Sculpture International」に出展した。
スタイグは精神科医ヴィルヘルム・ライヒにかかっており、その関係でライヒの著書『Listen, Little Man!』の挿絵を描いている。
1968年からは児童文学に転向し、同年『CDB!』でデビュー。30作を超える児童書を出版し、『ロバのシルベスターとまほうのこいし』（Sylvester and the Magic Pebble, 1969年）はコールデコット賞、『アベルの島』（Abel's Island, 1976年）はニューベリー名誉賞およびフェニックス賞オナー、『歯いしゃのチュー先生』（Doctor De Soto, 1982年）は全米図書賞を受賞した。1990年に発表した『みにくいシュレック』（Shrek!）は、ドリームワークス・アニメーション制作のCGアニメーション映画『シュレック』の原作となった。

### 死去
2003年10月3日、老衰のためボストンの自宅にて95歳で死去。遺族には妻ジーン、3人の子、2人の孫がいた。自身の子供時代についての自叙伝的な作品である『みんなぼうしをかぶってた』（When Everybody Wore a Hat, 2003年）が生前最後の作品となった。
『シュレック2』のクレジットタイトルには“In memory of William Steig, 1907–2003”（ウィリアム・スタイグ先生（1907年 - 2003年）を偲んで）という一文が添えられた。

### 妻子
スタイグは生涯で4度結婚し、3人の子をもうけた。
1936年に文化人類学者マーガレット・ミードの妹で教育家兼芸術家のエリザベス・ミード・スタイグ（1909年 - 1983年）と結婚し、ジャズのフルート奏者となった息子ジェレミー・スタイグと娘ルシンダをもうけた。1949年に離婚後、1950年にカリ・ホームステッドと結婚し娘マーギット・ローラをもうけた。離婚後、1964年にステファニー・ヒーリーと結婚するが1966年に離婚。最後の妻であるジーン・ドロンとは夫婦で児童書を合作した。

## 主な作品

### 漫画
- 1932年 - Man About Town
- 1939年 - About People: A Book of Symbolical Drawings
- 1942年 - The Lonely Ones
- 1944年 - All Embarrassed
- 1944年 - Small Fry
- 1945年 - Persistent Faces
- 1953年 - Dreams of Glory, and Other Drawings
- 1979年 - William Steig: Drawings
- 1984年 - Ruminations

### 挿絵
- 1941年 - How to Become Extinct ウィル・カッピー著
- 1946年 - Mr. Blandings Builds His Dream House エリック・ホドギンズ著
- 1948年 - Listen, Little Man! ヴィルヘルム・ライヒ著
- 1950年 - The Decline and Fall of Practically Everybody ウィル・カッピー著
- 1959年 - Poker for Fun and Profit アーウィン・スタイグ著

### 児童文学
合作含む
- 1968年 - CDB!
- 1968年 - Roland the Minstrel Pig
  - 『ぶたのめいかしゅローランド』 瀬田貞二訳、評論社
- 1969年 - Sylvester and the Magic Pebble
  - 『ロバのシルベスターとまほうのこいし』 瀬田貞二訳、評論社
- 1969年 - Rotten Island
- 1971年 - Amos and Boris
  - 『ねずみとくじら』 瀬田貞二訳、評論社
- 1972年 - Dominic
  - 『ドミニック』 金子メロン訳、評論社
- 1973年 - The Real Thief
  - 『ぬすまれた宝物』 金子メロン訳、評論社
- 1974年 - Farmer Palmer's Wagon Ride
  - 『ばしゃでおつかいに』 瀬田貞二訳、評論社
- 1976年 - Abel's Island
  - 『アベルの島』 麻生九美訳、評論社
- 1976年 - The Amazing Bone
  - 『ものいうほね』 瀬田貞二訳、評論社
- 1977年 - Caleb & Kate
  - 『ケーレブとケート』 あそうくみ訳、評論社
- 1978年 - Tiffky Doofky
- 1980年 - Gorky Rises
  - 『空とぶゴーキー』 木坂涼訳、セーラー出版
- 1982年 - Doctor De Soto
  - 『歯いしゃのチュー先生』 内海まお訳、評論社
- 1984年 - CDC?
- 1984年 - Doctor De Soto Goes to Africa
  - 『ねずみの歯いしゃさんアフリカへいく』 木坂涼訳、セーラー出版
- 1984年 - Yellow & Pink
  - 『きいろとピンク』 小川悦子訳、セーラー出版
- 1985年 - Solomon: The Rusty Nail
  - 『くぎになったソロモン』 小川悦子訳、セーラー出版
- 1986年 - Brave Irene
  - 『ゆうかんなアイリーン』 小川悦子訳、セーラー出版
- 1987年 - The Zabajaba Jungle
  - 『ザバジャバジャングル』 小川悦子訳、セーラー出版
- 1988年 - Spinky Sulks
  - 『いやだいやだのスピンキー』 小川悦子訳、セーラー出版
- 1990年 - Shrek!
  - 『みにくいシュレック』 小川悦子訳、セーラー出版
- 1992年 - Alpha Beta Chowder
- 1994年 - Zeke Pippin
  - 『ジークの魔法のハーモニカ』 木坂涼訳、セーラー出版
- 1996年 - The Toy Brother
  - 『ちいさくなったおにいちゃん』 木坂涼訳、セーラー出版
- 1998年 - A Handful of Beans: Six Fairy Tales
- 1998年 - Pete's a Pizza
  - 『ピッツァぼうや』 木坂涼訳、セーラー出版
- 2000年 - Made for Each Other
- 2000年 - Wizzil
- 2001年 - A Gift from Zeus
- 2002年 - Potch & Polly
- 2003年 - When Everybody Wore a Hat
  - 『みんなぼうしをかぶってた』 木坂涼訳、セーラー出版
- 2003年 - Yellow & Pink ［新装版］
  - 『きいろとピンク』 おがわえつこ訳、セーラー出版